# Josef Unger

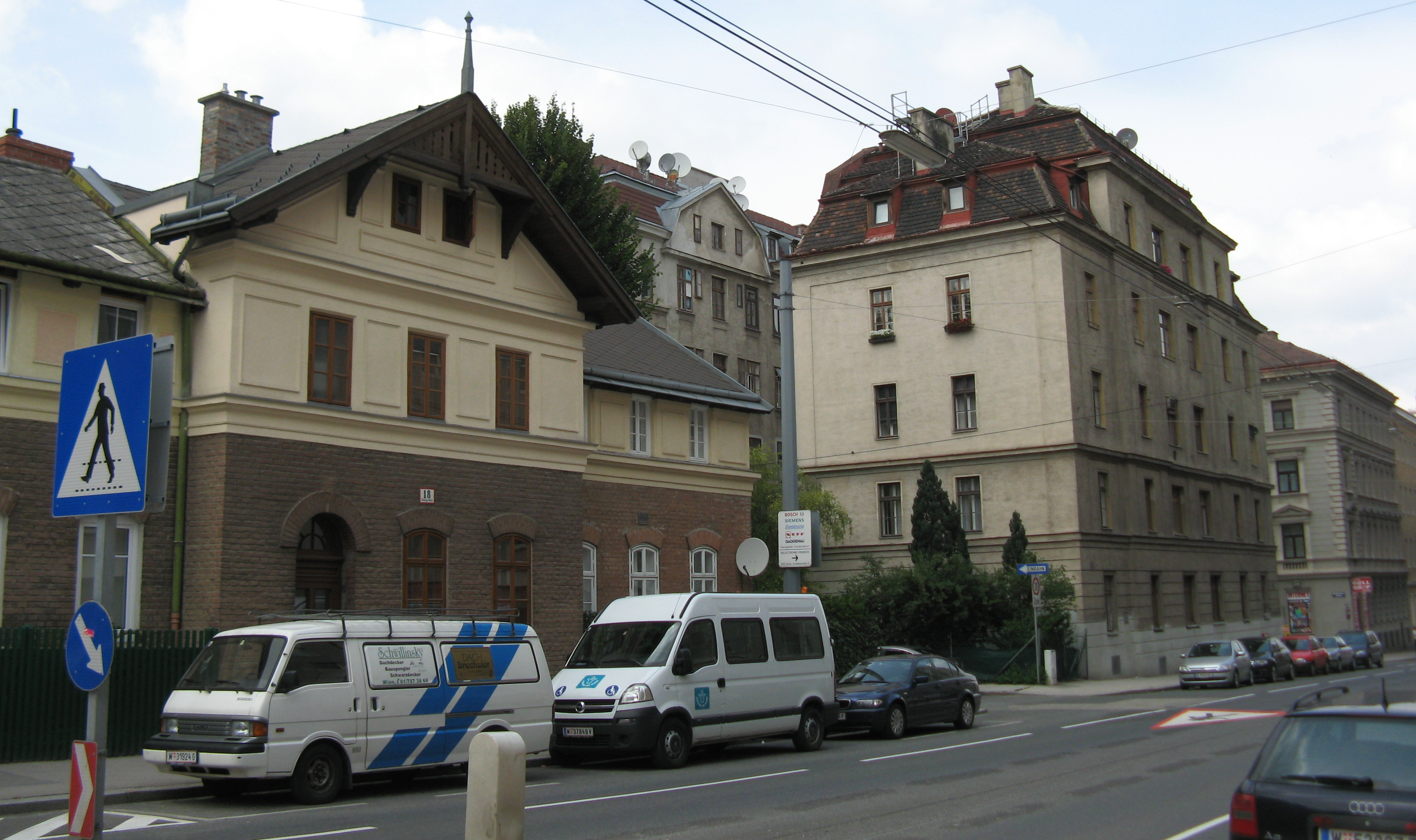
Arbeiterwohnhäuser Absberggasse (1886/87)

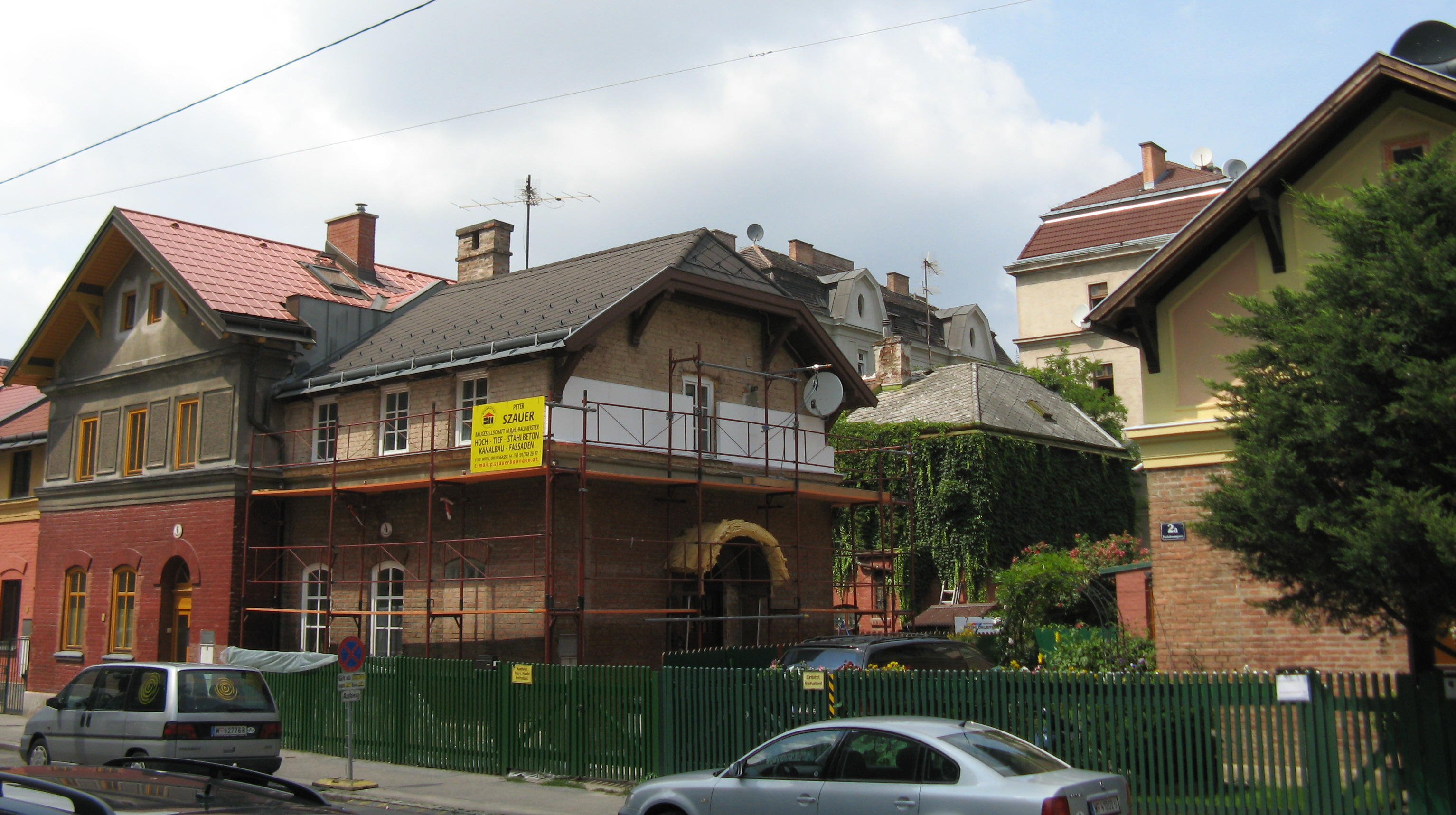
Arbeiterwohnhäuser Puchsbaumgasse (1886/87)

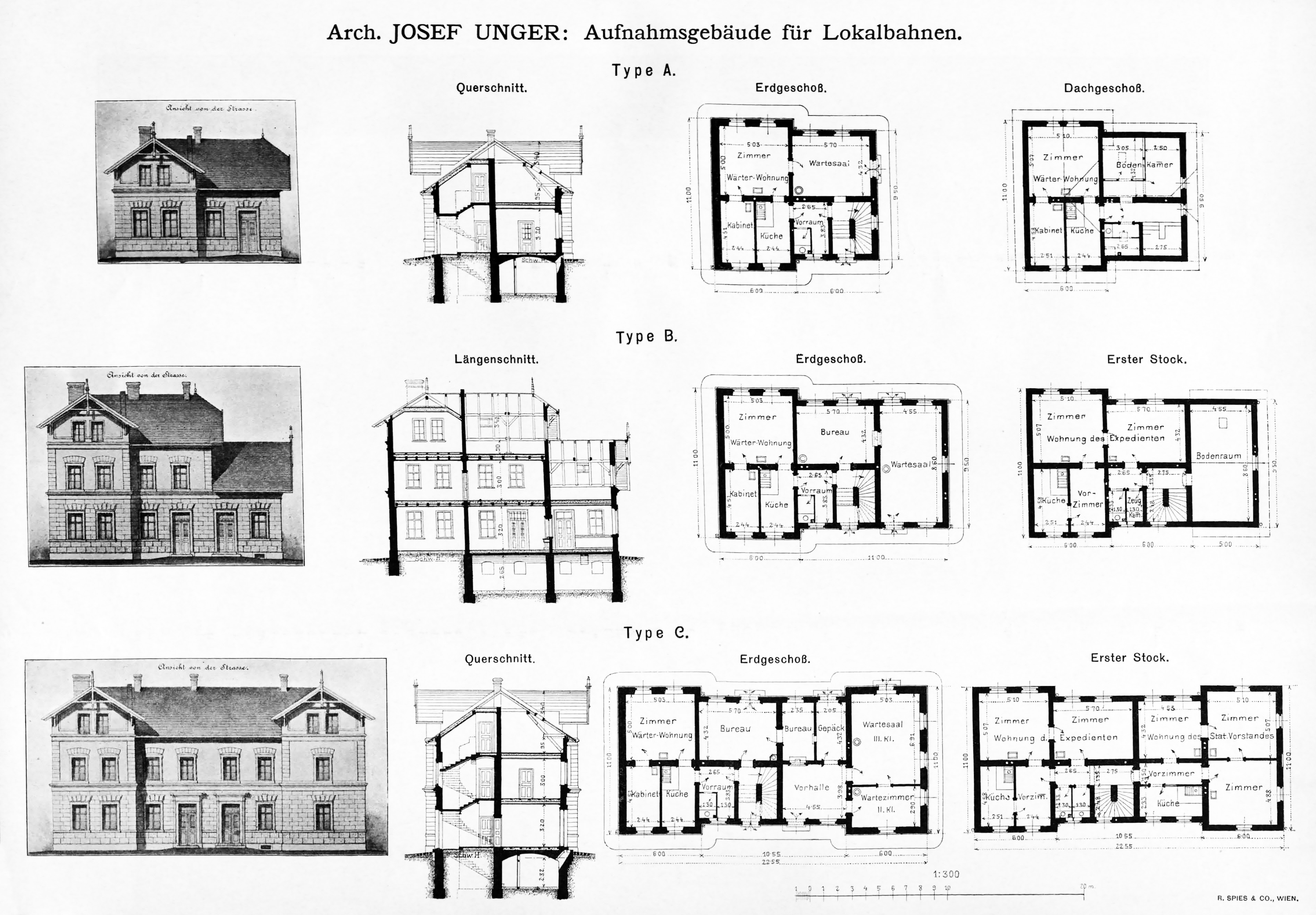
Pläne für Lokalbahn-Aufnahmsgebäude (1905)

Josef Unger (* 8. Mai 1846 in Komorowitz, Galizien; † 22. Dezember 1922 in Wien) war ein österreichischer Architekt.

## Leben
Josef Unger war der Sohn eines jüdischen Kaufmannes. Die Familie zog zunächst von Galizien nach Mähren, wo Unger die Oberrealschule in Brünn besuchte, dann um 1860 nach Wien. Hier war er einer der ersten jüdischen Studenten am Polytechnikum, aus dem später die Technische Hochschule hervorging. Heinrich von Ferstel war sein Lehrer. Nach seinem Studium von 1864 bis 1868 wurde er als Inspektor bei der Nordwestbahn angestellt, bei der er bis zu seiner Pensionierung 1904 blieb. Daneben war er auch als freier Architekt tätig. Unger unternahm zahlreiche Studienreisen ins westliche Ausland.

## Bedeutung
Als Angestellter der Nordwestbahn plante Unger diverse Hochbauten für den Bahnbetrieb. Für Aufnahmsgebäude von betriebseigenen Lokalbahnen entwarf er Normalien. Sein besonderes Verdienst war aber die Beschäftigung mit Arbeiterwohnhäusern für die Bahnbediensteten. Auf diesem Gebiet wurde er zu einem Fachmann, der seine Anregungen durch Studienreisen in Westeuropa erhalten hatte. Im Auftrag des Vereins für Arbeiterhäuser errichtete Unger eine Gruppe von Arbeiterwohnhäusern in Wien−Favoriten, die sich zwischen Absberggasse und Puchsbaumgasse in der Kiesewettergasse 3–15 befinden. Sie stellen das älteste Beispiel sozialen Wohnbaus in Wien dar. Nach englischem Vorbild errichtete Unger mehrere Reihenhäuser mit Vorgärten oder Höfen, mehreren Wohnräumen und direktem Wasseranschluss in Küche und WC. Dieses Modell konnte sich aber im urbanen Raum nicht durchsetzen. Ein späterer Entwurf für Volkswohnungen von 1898 sah daher nunmehr bereits Gemeinschaftseinrichtungen wie Waschküchen und Baderäume vor, ein Konzept, das im sozialen Wohnbau der Zwischenkriegszeit Verbreitung fand. Dieses zukunftsweisende Projekt von Unger wurde allerdings nicht verwirklicht. Er konnte einiges dann später für Arbeiterwohnhäuser des Chorherrenstiftes Klosterneuburg umsetzen.

## Ehrungen
- Im Arkadenhof der Wiener Universität – der Ruhmeshalle der Universität – steht eine Büste Ungers. Im Rahmen von „Säuberungen“ durch die Nationalsozialisten Anfang November 1938 wurden zehn Skulpturen jüdischer oder vermeintlich jüdischer Professoren im Arkadenhof im Zusammenhang der „Langemarck-Feier“ umgestürzt oder mit Farbe beschmiert. Bereits zu diesem Zeitpunkt hatte der kommissarische Rektor Fritz Knoll eine Überprüfung der Arkadenhof-Plastiken veranlasst; auf seine Weisung hin wurden fünfzehn Monumente entfernt und in ein Depot gelagert, darunter diejenige von Josef Unger.[2] Nach Kriegsende wurden im Jahr 1947 alle beschädigten und entfernten Denkmäler wieder im Arkadenhof aufgestellt.

## Werke
- Arbeiterwohnhäuser, Kiesewettergasse 3–15, Wien (1886–1887)
- Villa Otto Gebauer, Hasenauerstraße 4, Wien 18 (1891)
- Jubiläums-Arbeiterwohnhaus des Stiftes Klosterneuburg, Wiener Straße 68, Klosterneuburg (1898)
- diverse Aufnahmegebäude für Lokalbahnen (1904)
- Arbeiterwohnhaus Kreindlhof, Albrechtstraße 105, Klosterneuburg (1910)